# Boston Scientific
Boston Scientific Corporation, fazendo negócios como Boston Scientific, é um fabricante de dispositivos médicos usados em especialidades médicas intervencionistas, incluindo radiologia intervencionista, cardiologia intervencionista, intervenções periféricas, neuromodulação, intervenção neurovascular, eletrofisiologia, cirurgia cardíaca, cirurgia vascular, endoscopia, oncologia, urologia e ginecologia.